# Benedetto Carrara
Benedetto Carrara (* 4. November 1955 in Serina) ist ein ehemaliger italienischer Skilangläufer.
Carrara trat international erstmals bei den Junioren-Skieuropameisterschaften 1975 in Lieto in Erscheinung. Dort belegte er den 14. Platz über 15 km. Bei den Nordischen Skiweltmeisterschaften im Februar 1978 in Lahti errang er den 36. Platz über 15 km. Zwei Jahre später lief er bei den Olympischen Winterspielen in Lake Placid auf den 34. Platz über 30 km und zusammen mit Maurilio De Zolt, Giulio Capitanio und Giorgio Vanzetta auf den sechsten Platz mit der Staffel. In der Saison 1981/82 holte er in Brusson mit dem zehnten Platz über 30 km seine einzigen Weltcuppunkte.